# Mediterranea (film, 2015)
Ne doit pas être confondu avec Mediterraneo.
Pour plus de détails, voir Fiche technique et Distribution.
Mediterranea  est un film dramatique italien réalisé par Jonas Carpignano.
Le film a été présenté à la Semaine de la critique au Festival de Cannes 2015.

## Synopsis
Ayiva et Abas, originaires du Burkina Faso, sont en Algérie et veulent aller en Libye pour rejoindre l'Europe.

## Fiche technique
- Titre : Mediterranea
- Réalisation : Jonas Carpignano
- Scénario : Jonas Carpignano
- Musique : Benh Zeitlin - Dan Romer
- Costumes : Nicoletta Taranta
- Producteur :  Jon Coplon - Gwyn Sannia - Jason Michael Berman - Chris Columbus - Christoph Daniel - Andrew Kortschak - John Lesher - Ryan Lough - Justin Nappi - Alain Peyrollaz - Marc Schmidheiny - Victor Shapiro - Ryan Zacarias
- Pays d’origine :  Italie
- Genre : Drame
- Dates de sortie :
  -  France : 19 mai 2015 (Festival de Cannes 2015 - Semaine de la critique)
  -  Italie : 11 septembre 2015
  -  Belgique : 28 janvier 2016

## Distribution
- Koudous Seihon : Ayiva
- Alassane Sy : Abas
- Francesco Papasergio : Mommo
- Pio Amato : Pio
- Vincenzina Siciliano : Marta

## Distinctions

### Récompenses
- Festival du Caire 2015 : Pyramide d'or
- National Board of Review Awards 2015 : meilleur nouveau réalisateur et Top 5 des films étrangers
- Gotham Awards 2015 : Gotham Award du meilleur nouveau réalisateur
- Festival de Stockholm 2015 : Prix Telia, meilleur premier film et prix d'interprétation masculine pour Koudous Seihon
- Festival de Zurich 2015 : mention spéciale du film international pour Koudous Seihon
- Festival d'Istanbul 2016 : prix Face des Droits de l'Homme

### Nominations
- Festival de Cannes 2015 : nomination à la Caméra d'or et au Grand Prix de la Semaine de la Critique
- Film Independent Spirit Awards 2016 : nomination comme meilleur premier long-métrage, meilleur premier scénario et meilleur acteur pour Koudous Seihon